# Hendrik van Orléans (1822-1897)

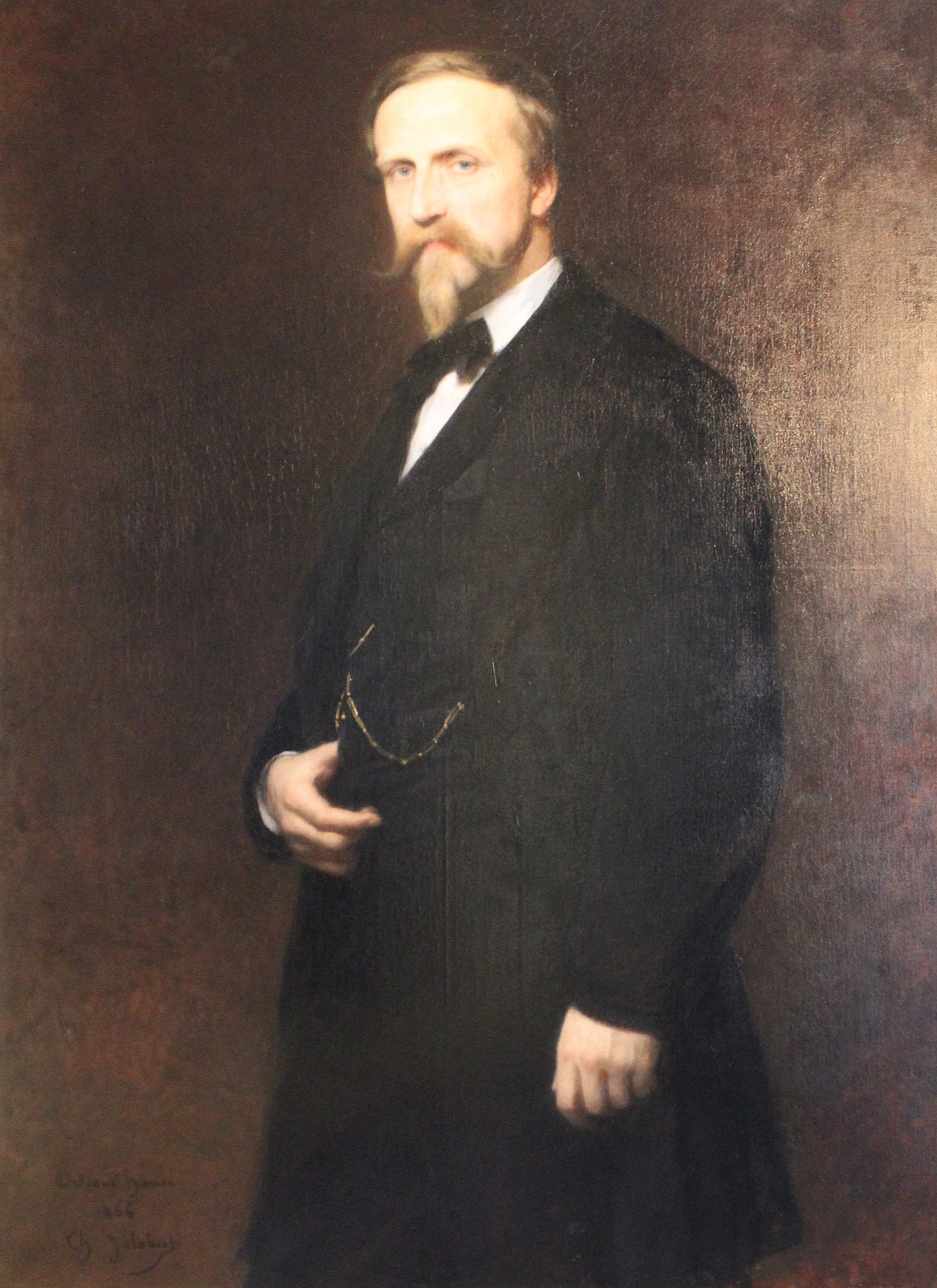
Portret door Charles Jalabert

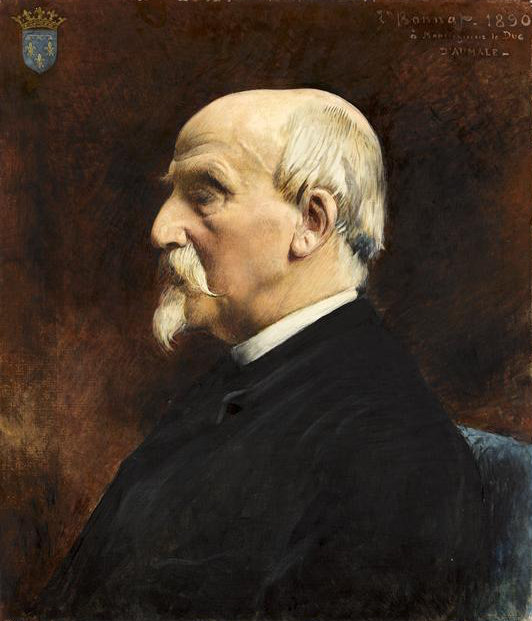
Portret door Léon Bonnat (1890)

Hendrik Eugène Philippe Emmanuel van Orléans, hertog van Aumale (1822 - Giardinello, 7 mei 1897) was de vijfde zoon van koning Lodewijk Filips I van Frankrijk en koningin Marie Amélie van Bourbon-Sicilië.

## Levensloop
Bij zijn geboorte in 1822, tijdens de Restauratie, was zijn vader enkel hertog van Orléans en nog geen koning. De rijke Lodewijk VI van Bourbon-Condé was zijn dooppeter en die duidde Hendrik in zijn testament van 1829 aan als zijn enige erfgenaam. Na de dood van zijn peter in 1830 erfde Hendrik dus zijn fortuin, waaronder het kasteeldomein van Chantilly. Hendrik was officier in het Franse leger; hij was al generaal op zijn eenentwintigste. Hij onderscheidde zich in Algerije tijdens de gevechten tegen de opstandige Abd El-Kader (1843). Hij werd benoemd tot gouverneur-generaal van Algerije.
Op 25 november 1844 huwde hij met zijn nicht Carolina Augusta van Bourbon-Sicilië en het echtpaar nam zijn intrek in het kasteel van Chantilly. Ze kregen zeven kinderen, van wie maar twee zonen de volwassen leeftijd bereikten. Toen zijn vader in 1848 van de macht werd verdreven, betekende dit het einde van de militaire carrière van Hendrik. Hij verhuisde met zijn gezin naar Engeland en nam zijn intrek in Orléans House. De bezittingen van de familie in Frankrijk werden onder sekwester geplaatst en bij decreet van 1852 werden de voormalige koning Lodewijk Filip en zijn kinderen verplicht al hun roerende en onroerende goederen in Frankrijk te verkopen. Door handige beleggingen wist Hendrik zijn fortuin te behouden; het kasteel van Chantilly verkocht hij aan een Engelse stroman. Een paleis van zijn ouders in Palermo, het Palazzo d'Orléans, verwierf hij in 1850.
In 1869 overleed zijn echtgenote en in 1871, bij het einde van de Tweede Franse Keizerrijk, kon Hendrik terugkeren naar Frankrijk. Hij nam opnieuw zijn intrek in Chantilly en liet het interieur verbouwen door architect Eugène Lami. 

## Overlijden
Henri overleed een paar dagen na de gruwelijke brand van de Bazar de la Charité, waarin zijn nicht de hertogin van Alençon omkwam. Getekend door het verdriet werd hij door een hartaanval geveld. Hendrik overleefde al zijn kinderen.

## Verzameling
De hertog van Aumale was een van de grootste kunst- en boekenverzamelaars van zijn tijd. Tijdens zijn gedwongen verblijf in Engeland, dat 23 jaar duurde, begon hij met het opkopen van Franse kunstschatten die verspreid waren geraakt in het buitenland. Bijzonder zijn de 366 portretschetsen van Jean en François Clouet en de 95 geschilderde portretten toegeschreven aan de Clouets of hun omgeving uit de 16e eeuw. Deze waren afkomstig uit de collectie van Catharina de' Medici en kon Hendrik aankopen in Engeland. Maar hij kocht ook schilderijen van Italiaanse meesters (Piero di Cosimo, Rafaël, Fra Angelico) en schetsen en etsen van Dürer. Hij had een collectie van meer dan 800 schilderijen.
Hij was een verwoed verzamelaar van kostbare boeken. Een topstuk in zijn collectie was het manuscript Les Très Riches Heures du duc de Berry (ca. 1410), dat hij in 1856 aankocht in Italië.
Als weduwnaar zonder kinderen liet hij het kasteel van Chantilly en zijn collectie na aan het Institut de France onder de voorwaarde dat ze na zijn dood zouden worden opengesteld voor het publiek, dat de werken niet zouden worden uitgeleend en dat de opstelling van de werken onveranderd zou blijven.